# Toulouse Metrópoli
Toulouse Metrópoli (en fr. Toulouse Métropole) es la estructura intercomunal que comprende la ciudad de Toulouse (departamento Alto Garona, región de Occitania) y sus ciudades y pueblos limítrofes.

## Historia
A partir de 1992 el ayuntamiento de Toulouse fue firmando acuerdos de colaboración en materia de servicios públicos con las comunas vecinas cuyo resultado fue la creación de la comunidad de la aglomeración (communauté d'agglomération) tolosana. En un principio se limitó a 15 comunas, siendo ampliado en el 2000 con 6 comunas y finalmente con otras 4 en 2003.
Si bien la conurbación tolosana cumplía por tamaño los requisitos mínimos (500.000 habs) para ser communauté urbaine, no ha alcanzó entonces este grado debido a diferencias políticas entre sus miembros. De hecho el Grand Toulouse no agrupaba más que el 61% de la población de dicho territorio. El resto se hallaba incluido en las comunidades de aglomeración de Muretain (59.348 habs), de Sicoval (57.848 habs) y de la Save du Touch (29.284 habs).
En 2008, 25 municipios se adhirieron finalmente a la «comunidad de aglomeración Grand Toulouse» que se convirtió en una «comunidad urbana». En 2011 la comunidad acogió a 12 nuevos municipios, y en junio de 2012, en línea con la legislación que preve la conversión de las principales áreas urbanas francesas en metrópolis, adoptó el nombre de Toulouse Métropole sin adoptar por ello el estatuto de metrópolis. A diferencia de la mancomunidad de Niza que acababa de convertirse en la primera metrópolis francesa, Niza Costa Azul, la comunidad urbana de Toulouse optó por esperar a que se perfeccionara este marco institucional de reciente creación para dar el paso.

## Localidades miembros
Se compone en 2014 de 37 miembros:
- Aigrefeuille
- Aucamville
- Aussonne
- Balma
- Beauzelle
- Blagnac
- Beaupuy
- Brax
- Bruguières
- Castelginest
- Colomiers
- Cornebarrieu
- Cugnaux
- Fenouillet
- Flourens
- Fonbeauzard
- Gagnac-sur-Garonne
- Launaguet
- Lespinasse
- Mondonville
- Montrabé
- Mondouzil
- Pibrac
- Pin-Balma
- Quint-Fonsegrives
- Saint-Alban
- Saint-Jean
- Saint-Jory
- Saint-Orens-de-Gameville
- Seilh
- Toulouse
- Tournefeuille
- L'Union
- Villeneuve-Tolosane